# Rise (케이티 페리의 노래)

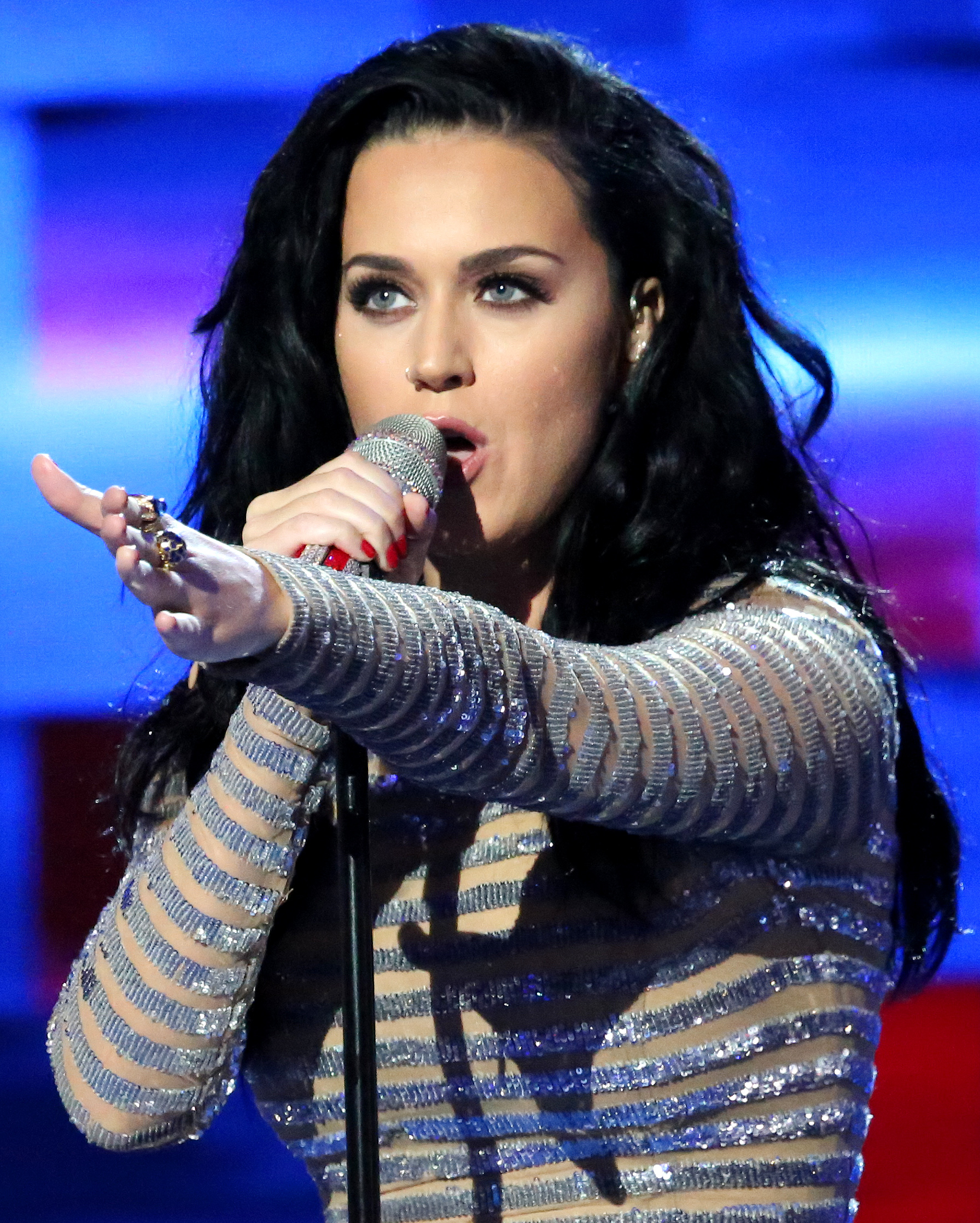
2016년 미국 민주당 전당대회에서 "Rise"를 부르는 케이티 페리

〈Rise〉는 미국의 가수 케이티 페리의 노래이다. 케이티 페리, 맥스 마틴, 알리 파야미, 사반 코테차가 공동 작곡했다. 2016년 7월 14일에 발매된, 어느 앨범에도 수록되지 않는 단독 싱글곡이다. 상대를 넘어 승리를 쟁취하는 가사를 담은 미디엄 템포 일렉트로니카 곡이다.
음원 발매 다음날 과거 올림픽 경기들을 담은 뮤직 비디오를 공개했다. NBC 스포츠의 2016년 하계 올림픽 주제곡으로 쓰였다. 2016년 8월 4일, 케이티 페리가 등장하는 공식 뮤직비디오가 공개됐다.
미국 음악 차트에서 10위 권 내, 영국 차트에서 30위 권 내에 들었고 오스트레일리아 차트에서는 1위를 했다.
2016년 7월 28일, 2016년 미국 민주당 전당대회에서 힐러리 클린턴 찬조 연설을 한 후 앨범 발매 후 첫 라이브 공연을 선보였다.
KBS는 2016년 하계 올림픽 폐막식 방영 직후, 2016년 하계 올림픽에서 한국 선수들이 활약한 모습을 담은 "Rise" 뮤직 비디오를 내보냈다.